# Rađevina

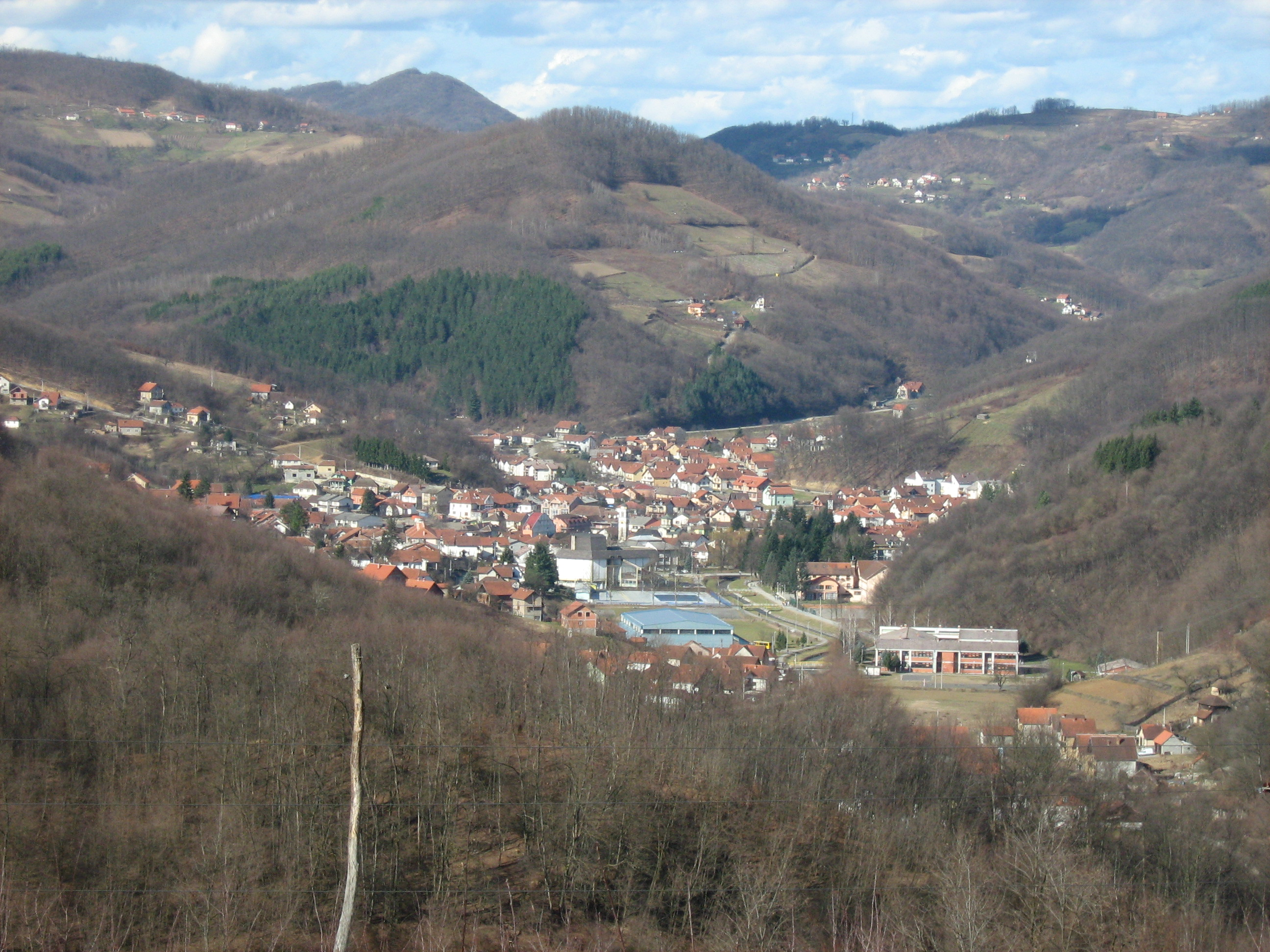
Krupanj; ville la plus importante de la région de Rađevina en février 2009

La Rađevina (en serbe cyrillique : Рађевина) est une région située à l'ouest de la Serbie, le long de la frontière avec la Bosnie-Herzégovine.

## Géographie
La Rađevina est considérée comme une sous-région du Podrinje serbe. Elle est située le long de la rive droite de la Drina, au pied des monts Jagodnja (939 m) et Boranja (856 m). Elle est traversée par trois rivières de montagne, la Likodra, la Bogoštica et la Kržava.
La localité la plus importante de la Rađevina est la ville de Krupanj.

## Politique
La Rađevina recoupe grosso modo le territoire de la municipalité de Krupanj, qui s'étend sur 342 km2. Aux élections locales serbes de 2008, deux listes, « Notre Rađevina » (Naša Rađevina) et « Mouvement pour la Rađevina » (Pokret za Ređevinu), se réclamaient de la défense des intérêts de la région ; elles ont remporté respectivement 3 sièges et 2 sièges à l'assemblée municipale de Krupanj, sur les 35 que compte cette assemblée.